# Gennaro Iezzo
Gennaro Iezzo (Castellammare di Stabia, 8 giugno 1973) è un allenatore di calcio ed ex calciatore italiano, di ruolo portiere, tecnico della squadra Primavera del Benevento.

## Carriera

### Giocatore

#### Gli esordi campani
Cresciuto calcisticamente nella scuola calcio del Club Napoli Castellammare della sua città natale, inizia la sua carriera nella Juve Stabia nel 1989. Ha militato in categorie inferiori con la Scafatese, per poi passare in Serie C con la Nocerina.

#### Verona, Catania e Cagliari
Nel 1997-1998 passa al Chievo Verona, dove è il secondo di Graziano Battistini e scende in campo cinque volte in due anni. Nel 1999-2000 torna in Serie C1 con il Catania dove conquista una promozione in Serie B. La stagione successiva approda al Cagliari, dove gioca 2 partite in B, e viene promosso in Serie A.

#### I sei anni al Napoli: dalla Serie C all'Europa
Nel 2005 lascia la Serie A per andare a giocare nel Napoli in Serie C1. Nella stagione 2005-06 contribuisce alla promozione in Serie B del Napoli con 32 presenze e appena 18 reti subite. Nella stagione successiva, in cui è anche il capitano, si rende protagonista della promozione in Serie A del Napoli, aiutando la difesa partenopea a diventare la meno battuta del torneo, davanti anche alla Juventus, subendo appena 25 reti in 39 partite.

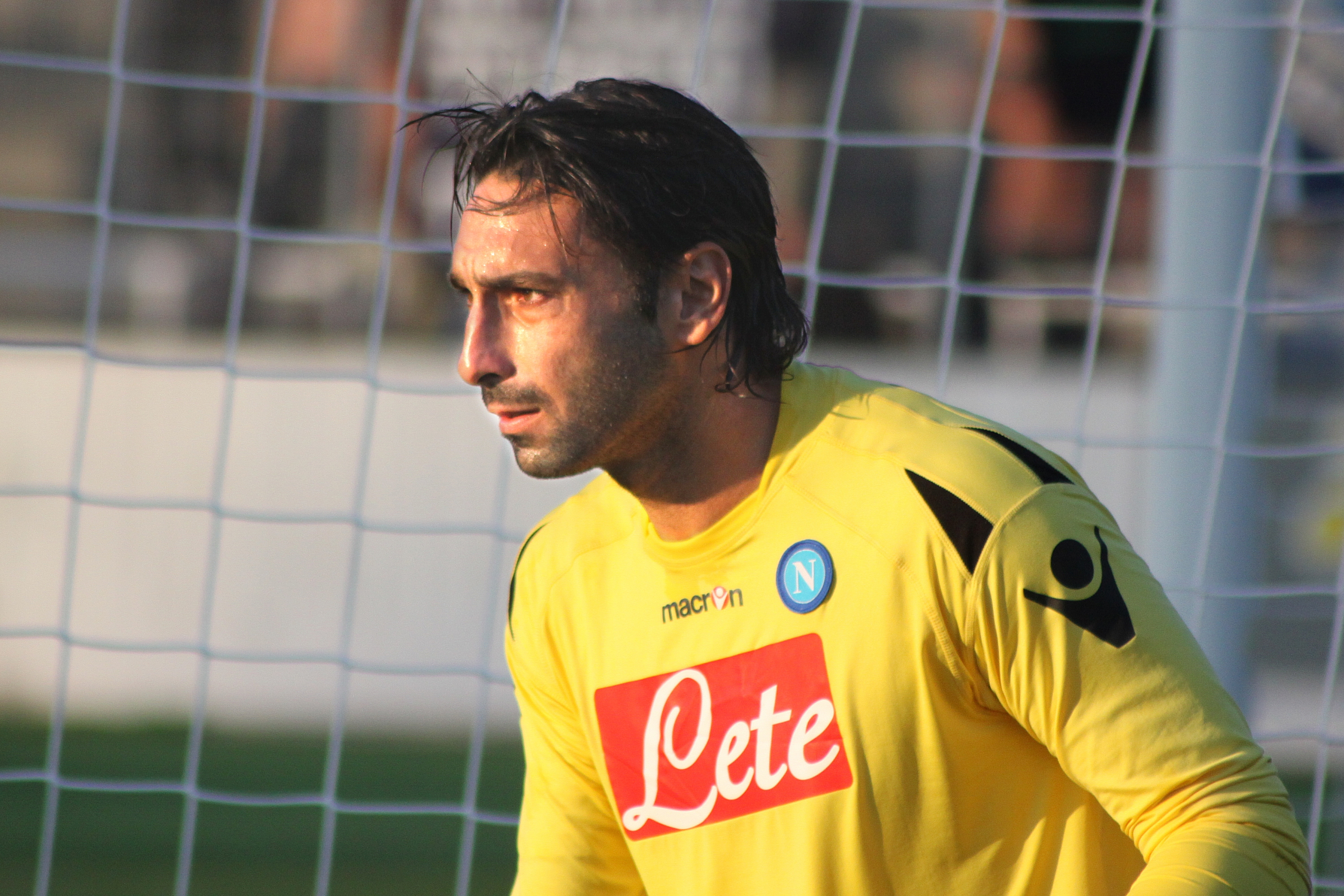
Iezzo in allenamento con il club partenopeo nel 2009

Partito da titolare anche nella stagione 2007-2008, a gennaio 2008 cede il ruolo di titolare al collega Matteo Gianello fino ad aprile per un intervento chirurgico al ginocchio. Ritorna titolare alla 33ª giornata di campionato e lo rimane fino alla 36ª quando cede il posto per le ultime tre partite a Nicolás Navarro. Anche per la stagione 2008-2009, in cui debutta nelle coppe europee disputando il doppio confronto in Coppa Intertoto contro il Panionios, Iezzo è il portiere titolare; durante un Milan-Napoli para un rigore a Kaká, ma la partita si conclude con una sconfitta per 1-0. Gioca l'ultima partita in campionato l'11 gennaio 2009 contro il Catania, quindi cede il posto a Nicolás Navarro per il resto della stagione.
Nelle ultime due stagioni (2009-2010 e 2010-2011) ricopre il ruolo di secondo portiere alle spalle di Morgan De Sanctis e non colleziona alcuna presenza in campionato, limitandosi a tre apparizioni complessive in Coppa Italia. Il 30 giugno 2011, scaduto il contratto con i partenopei, lascia il club azzurro dopo sei anni di militanza.

#### Il ritorno tra i dilettanti
Il 22 ottobre 2011 il Nola, militante in Serie D, ne annuncia l'ingaggio. Nella società nolana assume il doppio ruolo di giocatore (sebbene inizialmente infortunato) e direttore generale.

### Allenatore
Il 13 luglio 2012 Iezzo annuncia che allenerà per la stagione 2012-2013 il Sant'Antonio Abate, squadra campana militante in Serie D. L'ex portiere partenopeo aveva chiesto a tre ex compagni del Napoli di rinforzare l'organico della squadra: si tratta di Francesco Montervino, Marco Capparella e David Giubilato. Il 16 settembre 2012, dopo aver perso le prime tre gare di campionato, si dimette dall'incarico. Il 5 luglio 2013 entra a far parte dello staff tecnico della Juve Stabia per la stagione 2013-2014 di Serie B. Il 1º settembre 2015 viene nominato allenatore della Primavera dell'Avellino. Viene poi esonerato il 7 gennaio 2016, con la squadra ultima in classifica. Successivamente diventa allenatore dei portieri nella scuola calcio Emanuele Troise. Collabora successivamente con la società calcistica giovanile Vitalreal di Marianella, società dell’imprenditore Raffaele Vitale avente sede nella periferia di Napoli. Da luglio 2019 ricopre l’incarico di direttore tecnico presso la scuola calcio Boca Soccer di Poggiomarino, gestita da Flaviano Collaro e Giuseppe Anzalone. Il 27 aprile 2022 assume il ruolo di allenatore del Botev Vraca, squadra bulgara, penultima nel playout retrocessione. Dopo aver ottenuto la salvezza lascia il club. 
Il 27 dicembre 2023 viene nominato nuovo allenatore del Chieti, in quel momento quinto in Serie D. Il 26 febbraio seguente, all'indomani della sconfitta con l'Avezzano e aver ottenuto appena 3 punti nelle ultime 7 giornate di campionato, rassegna le dimissioni.
Il 22 luglio 2024 viene nominato nuovo allenatore della squadra Primavera del Benevento.

## Controversie
Nel 2008, a seguito di un Parma - Napoli terminato 1-2 per i partenopei, secondo le testate giornalistiche nazionali Iezzo affermò di avere dato mandato ai suoi legali di querelare Antonio Juliano, ex-capitano e dirigente del Napoli, che nel corso di una trasmissione sportiva, gli avrebbe attribuito la volontà di far pareggiare il Parma.

## Attività politica
Si candida con la lista di Futuro e Libertà per l'Italia alla Camera dei deputati per la regione Campania nelle elezioni politiche in Italia del 2013, senza tuttavia essere eletto.

## Altre attività
Nel 2022 è anche opinionista per le partite di Serie C in onda su Rai Sport.

## Statistiche

### Presenze e reti nei club
Statistiche aggiornate al 23 ottobre 2011.
| Stagione             | Squadra              | Campionato           | Campionato | Campionato | Coppe nazionali | Coppe nazionali | Coppe nazionali | Coppe continentali | Coppe continentali | Coppe continentali | Totale | Totale |
| Stagione             | Squadra              | Comp                 | Pres       | Reti       | Comp            | Pres            | Reti            | Comp               | Pres               | Reti               | Pres   | Reti   |
| -------------------- | -------------------- | -------------------- | ---------- | ---------- | --------------- | --------------- | --------------- | ------------------ | ------------------ | ------------------ | ------ | ------ |
| 1989-1990            | Juve Stabia          | INT                  | 0          | 0          | -               | -               | -               | -                  | -                  | -                  | 0      | -      |
| 1990-1991            | Scafatese            | INT                  | 2          | -1         | -               | -               | -               | -                  | -                  | -                  | 2      | -1     |
| 1991-1992            | Avellino             | B                    | 0          | 0          | CI              | ?               | ?               | -                  | -                  | -                  | 0      | -      |
| 1992-1993            | Scafatese            | CND                  | 13         | -          | -               | -               | -               | -                  | -                  | -                  | 13     | -      |
| 1993-1994            | Scafatese            | CND                  | 10         | -          | -               | -               | -               | -                  | -                  | -                  | 10     | -      |
| Totale Scafatese     | Totale Scafatese     | Totale Scafatese     | 25         | -?         |                 | -               | -               |                    | -                  | -                  | 25     | -?     |
| 1994-1995            | Nocerina             | C2                   | 2          | -1         | -               | -               | -               | -                  | -                  | -                  | 2      | -1     |
| 1995-1996            | Nocerina             | C1                   | 5          | -3         | -               | -               | -               | -                  | -                  | -                  | 5      | -3     |
| 1996-1997            | Nocerina             | C1+POut              | 15+2       | -14 + -2   | CI              | 3               | -3              | -                  | -                  | -                  | 20     | -19    |
| Totale Nocerina      | Totale Nocerina      | Totale Nocerina      | 22+2       | -18 + -2   |                 | 3               | -3              |                    | -                  | -                  | 27     | -23    |
| 1997-1998            | Verona               | B                    | 5          | -5         | CI              | 2               | -2              | -                  | -                  | -                  | 7      | -7     |
| 1998-1999            | Verona               | B                    | 0          | 0          | CI              | 2               | -2              | -                  | -                  | -                  | 2      | -2     |
| Totale Hellas Verona | Totale Hellas Verona | Totale Hellas Verona | 5          | -5         |                 | 4               | -4              |                    | -                  | -                  | 9      | -9     |
| 1999-2000            | Catania              | C1                   | 27         | -21        |                 | -               | -               | -                  | -                  | -                  | 27     | -21    |
| 2000-2001            | Catania              | C1+POff              | 21+4       | -19 + -3   | -               | -               | -               | -                  | -                  | -                  | 25     | -22    |
| 2001-2002            | Catania              | C1+POff              | 30+4       | -18 + -1   | CI              | 3               | -5              | -                  | -                  | -                  | 37     | -24    |
| 2002-2003            | Catania              | B                    | 17         | -28        | CI              | 2               | -4              | -                  | -                  | -                  | 19     | -32    |
| Totale Catania       | Totale Catania       | Totale Catania       | 95+8       | -86 + -4   |                 | 5               | -9              |                    | -                  | -                  | 108    | -99    |
| 2003-2004            | Cagliari             | B                    | 3          | -4         |                 | -               | -               | -                  | -                  | -                  | 3      | -4     |
| 2004-2005            | Cagliari             | A                    | 22         | -31        | CI              | 5               | -6              | -                  | -                  | -                  | 27     | -37    |
| Totale Cagliari      | Totale Cagliari      | Totale Cagliari      | 25         | -35        |                 | 5               | -6              |                    | -                  | -                  | 30     | -41    |
| 2005-2006            | Napoli               | C1                   | 32         | -18        | CI              | 3               | -3              | SI-C               | 2                  | -1                 | 37     | -22    |
| 2006-2007            | Napoli               | B                    | 39         | -25        | CI              | 3               | -4              | -                  | -                  | -                  | 42     | -29    |
| 2007-2008            | Napoli               | A                    | 19         | -28        | CI              | 1               | 0               | -                  | -                  | -                  | 20     | -28    |
| 2008-2009            | Napoli               | A                    | 14         | -13        | CI              | 0               | 0               | I+CU               | 2+1                | 0                  | 17     | -13    |
| 2009-2010            | Napoli               | A                    | 0          | 0          | CI              | 2               | -3              | -                  | -                  | -                  | 2      | -3     |
| 2010-2011            | Napoli               | A                    | 0          | 0          | CI              | 1               | -1              | -                  | -                  | -                  | 1      | -1     |
| Totale Napoli        | Totale Napoli        | Totale Napoli        | 104        | -88        |                 | 10              | -11             |                    | 5                  | -1                 | 119    | -97    |
| 2011-2012            | Nuvla San Felice     | D                    | 0          | 0          | CI-D            | 0               | 0               | -                  | -                  | -                  | 0      | 0      |
| Totale carriera      | Totale carriera      | Totale carriera      | 278+10     | -229 + -6  |                 | 27              | -33             |                    | 5                  | -1                 | 320    | -269   |

### Statistiche da allenatore
Statistiche aggiornate al 22 febbraio 2024.
| Stagione            | Squadra            | Campionato      | Campionato | Campionato | Campionato | Campionato | Coppe nazionali | Coppe nazionali | Coppe nazionali | Coppe nazionali | Coppe nazionali | Coppe continentali | Coppe continentali | Coppe continentali | Coppe continentali | Coppe continentali | Altre coppe | Altre coppe | Altre coppe | Altre coppe | Altre coppe | Totale | Totale | Totale | Totale | % Vittorie | Piazzamento |
| Stagione            | Squadra            | Comp            | G          | V          | N          | P          | Comp            | G               | V               | N               | P               | Comp               | G                  | V                  | N                  | P                  | Comp        | G           | V           | N           | P           | G      | V      | N      | P      | %          | Piazzamento |
| ------------------- | ------------------ | --------------- | ---------- | ---------- | ---------- | ---------- | --------------- | --------------- | --------------- | --------------- | --------------- | ------------------ | ------------------ | ------------------ | ------------------ | ------------------ | ----------- | ----------- | ----------- | ----------- | ----------- | ------ | ------ | ------ | ------ | ---------- | ----------- |
| lug.-set. 2012      | Sant'Antonio Abate | D               | 3          | 0          | 0          | 3          | CI-D            | 1               | 0               | 0               | 1               | -                  | -                  | -                  | -                  | -                  | -           | -           | -           | -           | -           | 4      | 0      | 0      | 4      | &0,00      | Eson.       |
| apr.-mag. 2022      | Botev Vraca        | PL              | 4+1        | 1+1        | 2          | 1          | CB              | -               | -               | -               | -               | -                  | -                  | -                  | -                  | -                  | -           | -           | -           | -           | -           | 5      | 2      | 2      | 1      | 40,00      | Sub., 13°   |
| dic. 2023-feb. 2024 | Chieti             | D               | 7          | 0          | 3          | 4          | CI-D            | -               | -               | -               | -               | -                  | -                  | -                  | -                  | -                  | -           | -           | -           | -           | -           | 7      | 0      | 3      | 4      | &0,00      | Eson.       |
| Totale carriera     | Totale carriera    | Totale carriera | 15         | 2          | 5          | 8          |                 | 1               | 0               | 0               | 1               |                    | -                  | -                  | -                  | -                  |             | -           | -           | -           | -           | 16     | 2      | 5      | 9      | 12,50      |             |

## Palmarès

### Giocatore
- Campionato italiano Serie C2: 1

Nocerina: 1994-1995 (girone C)
- Campionato italiano di Serie B: 1

Verona: 1998-1999
- Campionato italiano Serie C1: 1

Napoli: 2005-2006 (girone B)